# Papiro 45

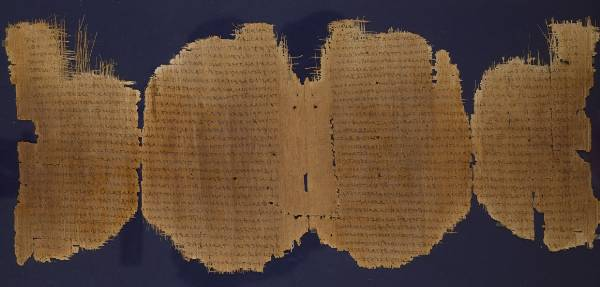
Folio y reverso del P. Chester Beatty I

El Papiro 45 ({\displaystyle {\mathfrak {P}}}45 o P. Chester Beatty I) es un manuscrito antiguo del Nuevo Testamento que es una parte de los Papiros Chester Beatty. Probablemente fue creado cerca del año 250 en Egipto. Contiene el texto del Mateo 20-21 y 25-26; Marcos 4-9 y 11-12; Lucas 6-7 y 9-14; Juan 4-5 y 10-11; y los Hechos 4-17. Se conserva en la Biblioteca Chester Beatty, en Dublín, Irlanda, a excepción de una hoja que contiene Mateo. 25:41-26:39 que esta en la Biblioteca Nacional de Austria, en Viena (Pap. Vindob. G. 31974).

## Condición del manuscrito
El manuscrito está muy dañado y fragmentado. El papiro estaba encuadernado en un códice, que podría haber consistido en 220 páginas, sin embargo, solo 30 sobreviven (dos de Mateo, seis de Marcos, siete de Lucas, dos de Juan, y 13 de Hechos).
Todas las páginas tienen laguna, con muy pocas líneas completas. Las hojas de Mateo y Juan son las más pequeñas. Las páginas originales eran aproximadamente de 10 pulgadas por 8 pulgadas. A diferencia de muchos de los otros manuscritos sobrevivientes del siglo III que usualmente contienen únicamente los Evangelios, solo las cartas católicas, o únicamente las cartas de Pablo, estos manuscritos posiblemente contenían más de un grupo de texto del Nuevo Testamento.

## Carácter textual
Debido a la magnitud del daño, determinar el tipo de texto ha sido difícil para los eruditos. El manuscrito fue obtenido por Alfred Cherter Beatty en la primera mitad del siglo XX, y publicado en The Chester Beatty Biblical Papyri, Descriptions and Texts of Twelve Manuscripts on Papyrus of the Greek Bible (Los Papiros bíblicos Chester Beatty, descripciones y textos de doce manuscritos en papiro de la biblia griega) por Frederic G. Kenyon en 1933. En esta obra, Kenyon identificó el texto del Evangelio de Marcos en P45 como cesáreo, continuando la definición de Burnett Hillman Streeter. Hollis Huston criticó la transcripción de Kenyon de varias palabras parcialmente supervivientes, y concluyó en que los capítulos 6 y 11 de Marcos en el {\displaystyle {\mathfrak {P}}}45 no encajan en un tipo textual, no especialmente en cesáreo, porque el manuscrito precede a los textos distintos para cada tipo de los siglos IV y V.
Este tiene un gran número de lecturas singulares.

### Tipo textual
El {\displaystyle {\mathfrak {P}}}45 tiene una relación estadística relativamente cercana con el Códice Washingtoniano en Marcos, sin embargo, y en menor medida a Familia 13. Citando el estudio de Larry Hurtado en Text-Critical Methodology and the Pre-Caesarean Text: Codex W in the Gospel of Mark, Eldon Jay Epp ha afirmado que no hay conexión a un texto cesáreo o pre-cesáreo en Marcos. Tampoco hay una conexión fuerte al texto neutral del Códice Vaticano, el texto occidental del Códice de Beza, y el texto bizantino del Textus Receptus. Otra hipótesis es que el "{\displaystyle {\mathfrak {P}}}45 viene de la tradición alejandrina, pero tiene varias lecturas con la intención de "mejorar" el texto estilísticamente, y un número de armonizaciones. Mientras siga siendo difícil ubicar históricamente en una categoría de textos, la mayoría de eruditos están de acuerdo en que el texto no es cesáreo, contrario a Kenyon. El carácter textual del manuscrito varía entre cada libro incluido. En Marcos, la relación más cercana es con el Códice W, mientras que en Hechos es más cercano al tipo textual alejandrino. En los demás libros, (Mateo, Juan, y Lucas) el texto del papiro es difícil de ubicar. 
Se calcula que el códice omite la Perícopa de la Adúltera (Juan 7:53-8:11).

### Lecturas notables

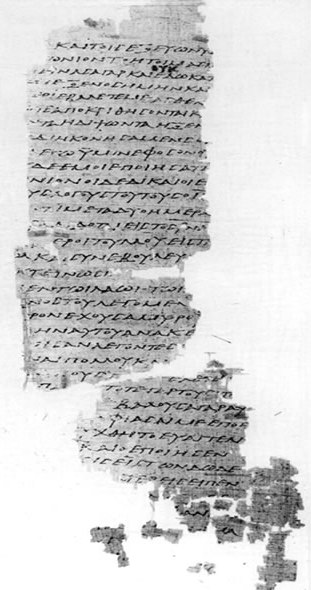
Mateo 25:41-46 en el Papiro 45

Marcos 6:40 omite el texto κατὰ ἑκατὸν καὶ κατὰ πεντήκοντα (por cincuentas y por cientos)
Marcos 6:44 omite el texto τοὺς ἄρτους (los panes) con א D W Θ f1 f13 28 565 700 2542 lat copsa
Marcos 6:45 omite el texto εἰς τὸ πέραν (al otro lado) con W f1 118 itq syrs
Marcos 8:12 omite el texto λέγω ὑμῖν (Les diré) con W
En Marcos 8:15 se lee των Ηρωδιανων (los herodianos) con W Θ f1,13 28 565 1365 2542 iti.k copsamss arm geo
En Marcos 8:35 se lee ἕνεκεν τοῦ εὐαγγελίου (por causa del Evangelio) omitiendo ἐμοῦ καὶ (de mi y) como en D 28 700 ita.b.d.i.k.n.r1 syrs arm Orígenes
Marcos 9:27 omite el texto καὶ ἀνέστη (y se levantó) con W itk.l syrp
Lucas 6:48
διὰ τὸ καλῶς οἰκοδομῆσθαι αὐτήν (porque había sido bien construida) — {\displaystyle {\mathfrak {P}}}75vid א B L W Ξ 33 157 579 892 1241 1342 2542 syrhmg copsa copbopt
τεθεμελίωτο γὰρ ἐπὶ τὴν πέτραν (ya que había sido fundada sobre la roca) — A C D Θ Ψ f1,13 700c Biz latt syrp.h copbopt arm, geo, goth
omitido — {\displaystyle {\mathfrak {P}}}45vid 700* syrs
Lucas 11:33 omite el texto οὐδὲ ὑπὸ τὸν μόδιον (ni debajo de la cesta) con {\displaystyle {\mathfrak {P}}}75 L Γ Ξ 070 f1 22 69 700* 788 1241 2542 syrs copsa arm, geo
Lucas 11:44 omite el texto γραμματεις και Φαρισαιοι υποκριται (escribas y fariseos, hipócritas) con {\displaystyle {\mathfrak {P}}}75 א B C L f1 33 1241 2542 ita.aur.c.e.ff2.l vg syrs,c copsa copbopt arm geo
Lucas 11:54 omite el texto ινα κατηγορησωσιν αυτου (con el fin de que pudieran acusarlo) con {\displaystyle {\mathfrak {P}}}75 א B L 579 892* 1241 2542 syrs,c co
Lucas 12:9 omitido, como en ite syrs copboms
Lucas 12:47 omite el texto μὴ ἑτοιμάσας ἢ (no listo o)
Juan 11:7 omite el texto τοῖς μαθηταῖς (los discípulos) con {\displaystyle {\mathfrak {P}}}66* ite.l
Juan 11:25 omite el texto καὶ ἡ ζωή (y la vida) con itl syrs Diatesarónsyr Cipriano
Juan 11:51 omite el texto τοῦ ἐνιαυτοῦ ἐκείνου (de aquel año) con ite.l syrs
Hechos 5:37 omite el texto πάντες (todos) con D it
Hechos 8:18 agrega el texto το αγιον (los santos) con {\displaystyle {\mathfrak {P}}}74 A* C D E Ψ 33 1739 Biz latt syr copbo
Hechos 9:17
Ἰησοῦς (Jesús) — {\displaystyle {\mathfrak {P}}}45 {\displaystyle {\mathfrak {P}}}74 א A B C E Ψ 33 81 323 614 945 1175 1739
omitido — Biz
Hechos 9:21 omite el texto οἱ ἀκούοντες (los que oían) con {\displaystyle {\mathfrak {P}}}74 Ψ*
Hechos 9:38
δύο ἄνδρας (dos hombres) — {\displaystyle {\mathfrak {P}}}45 {\displaystyle {\mathfrak {P}}}74 א A B C E Ψ 36 81 323 614 945 1175 1739 latt syr co
omitido — Biz
Hechos 10:10
ἐγένετο (vino) — {\displaystyle {\mathfrak {P}}}74vid א A B C 36 81 323 453 945 1175 1739 Orígenes
επεπεσεν (cayó en) — E Ψ 33 Biz latt syr
ηλθεν (entró) — {\displaystyle {\mathfrak {P}}}45
Hechos 10:13 omite el texto Πέτρε (Pedro) con gig Clemente Ambrosio
Hechos 10:16 omite el texto εὐθὺς (inmediatamente) con 36 453 1175 itd syrp copsamss
Hechos 10:33
κυρίου (el Señor) — {\displaystyle {\mathfrak {P}}}45vid א A B C E Ψ 81* 323 614 945 1175 1739 lat syrh copbo
θεου (Dios) — {\displaystyle {\mathfrak {P}}}74 D Biz syrp copsa mae
Hechos 11:12 omite el texto μηδὲν διακρίναντα (sin deliberar) con D itl.p* syrh
Hechos 13:48
κυρίου (el Señor) — {\displaystyle {\mathfrak {P}}}45 {\displaystyle {\mathfrak {P}}}74 א A C Ψ 33 1739 Biz gig vg copsamss mae
θεου (Dios) — B D E 049 323 453 copbo
θεον (Dios) — 614 syr
Hechos 13:49 omite el texto τοῦ κυρίου (el Señor)
Hechos 15:20 omite el texto καὶ τῆς πορνείας (e inmoralidad sexual)
Hechos 15:40
τοῦ κυρίου (el Señor) — {\displaystyle {\mathfrak {P}}}74 א A B D 33 81 itd vgst copsa
τοῦ θεου (Dios) — {\displaystyle {\mathfrak {P}}}45 C E Ψ 1739 Biz gig itw vgcl syr copbo
Acts 16:32
τοῦ κυρίου (el Señor) — {\displaystyle {\mathfrak {P}}}45 {\displaystyle {\mathfrak {P}}}74 א2 A C (D) E Ψ 33 1739 Biz lat syr cop
τοῦ θεου (God) — א* B
Hechos 17:13 omite el texto καὶ ταράσσοντες (y agitar) con E Biz

## Lectura adicional
- Frederic G. Kenyon, Chester Beatty Biblical Papyri II/1: The Gospels and Acts, Text, Londres 1933.
- Epp, Eldon Jay. "The Twentieth Century Interlude in New Testament Textual Criticism". Journal of Biblical Literature. vol. 93, No. 3 (Sep., 1974), pp. 386-414
- Hurtado, Larry W. Text-Critical Methodology and the Pre-Caesarean Text: Codex W in the Gospel of Mark. Studies and Documents 43. Grand Rapids: Eerdmans, 1981.
- Hurtado, Larry W., “P45 and the Textual History of the Gospel of Mark,” in The Earliest Gospels: The Origins and Transmission of the Earliest Christian Gospels--The Contribution of the Chester Beatty Gospel Codex P45, ed. Charles Horton (Londres: T&T Clark International, 2004) pp. 132-48.
- Huston, Hollis W. "Mark 6 and 11 in {\displaystyle {\mathfrak {P}}}45 and in the Caesarean Text." Journal of Biblical Literature. vol. 64, No. 4 (Dec., 1955) pp. 262-271
- Metzger, Bruce M., The Text of the New Testament: Its Transmission, Corruption and Restoration, Oxford University Press, 2005, p. 54.
- Ayuso, El texto cesariense del papiro de Chester Beatty en ela Evangelio de San Marcos, EB. IV (1934), 268-281.
- T. C. Skeat, A Codicological Analysis of the Chester Beatty Papyrus Codex of Gospels and Acts (P 45), in: T. C. Skeat and J. K. Elliott, The collected biblical writings of T. C. Skeat, Brill 2004.
- Comfort, Philip W.; David P. Barrett (2001). The Text of the Earliest New Testament Greek Manuscripts. Wheaton, Illinois: Tyndale House Publishers. pp. 155-201. ISBN 978-0-8423-5265-9.